# Warren Keffer
Warren Keffer es un personaje de ficción, interpretado por el actor Robert Russler, que apareció en la segunda temporada de la serie Babylon 5.

## Biografía
El Teniente Warren Keffer llegó a Babylon 5 en 2258, con el resto del Escuadrón Zeta, poco antes de la visita del presidente Luis Santiago a la estación.
De trato fácil y carácter jovial, enseguida hizo buenas migas con el personal de la estación, y aunque había ciertos piques entre el Escuadrón Zeta y el resto de los pilotos de starfuries, Keffer no entraba en esas disputas. Para él cualquiera que se colocara a los mandos de una nave merecía su respeto.
Al año siguiente, durante unas maniobras para rescatar a una nave que iba a la deriva en el hiperespacio, tuvo un encuentro casi fatal con una nave alienígena desconocida cuando saltaba desde el espacio normal. La nave arroyó y destruyó el starfury de su jefe de escuadrón, el comandante Gallas, y dejó muy dañado el suyo. Estuvo a la deriva durante horas, ignorando su posición una vez restablecidos los controles, y no fue hasta que tuvo un nuevo encuentro con una de aquellas naves que pudo reorientarse y volver a Babylon 5. Aunque Keffer no lo sabía, se había convertido en uno de los primeros humanos en tener contacto con una nave sombra y sobrevivir.
De vuelta a casa, Keffer ocupó el lugar de Gallas como jefe de escuadrón, y se juró averiguar qué fue lo que había pasado y qué tipo de nave era aquella.
Empezó a realizar misiones de reconocimiento en solitario, buscando algún indicio de la identidad y paradero de los alienígenas que pilotaban aquellas naves. Sus pesquisas se prolongaron durante meses sin resultado, hasta que sus superiores le ordenaron que las abandonara. A regañadientes, acató la orden. Lo que no sabía era que el oficial al mando de la estación, John Sheridan, ya estaba al tanto de la procedencia de aquellas naves y la identidad de sus constructores. Sheridan se había plegado a los deseos de Delenn y los vorlon de fingir que sabían menos de lo que sabían para evitar que las sombras movieran ficha antes de poder estar preparados para hacerles frente.
Poco después, a través de otro piloto que había tenido un encuentro similar, se hizo con la grabación de unas pautas que aparecían en el hiperespacio al paso de las naves. Programó los sistemas de su nave para detectar dichas pautas, y las localizó en diciembre de 2259, mientras escoltaba con su escuadrón al crucero de guerra narn G'Tok. Keffer rompió la formación en busca de la nave misteriosa, la encontró, y esta vez fue capaz de echarle un buen vistazo e incluso capturarla en vídeo. Por desgracia, eso fue lo último que hizo, ya que la nave atacó y destruyó su nave con él dentro. 
Los restos de su nave, así como su grabación, fueron encontrados poco después, y las imágenes de la nave sombra atacando fueron ampliamente difundidas por la ISN.
- Datos: Q9095572